# Scaphisoma ochropenne
Espèce
Scaphisoma ochropenne est une espèce de coléoptères de la famille des Staphylinidae et de la sous-famille des Scaphidiinae.

## Répartition et habitat
Cette espèce est endémique des Philippines.